# Jiazhuyuan (köpinghuvudort i Kina, Hubei Sheng, lat 29,99, long 112,11)
Jiazhuyuan (kinesiska: 夹竹园, 夹竹园镇) är en köpinghuvudort i Kina. Den ligger i provinsen Hubei, i den centrala delen av landet, omkring 220 kilometer väster om provinshuvudstaden Wuhan. Antalet invånare är 40 224. Befolkningen består av 20 278 kvinnor och 19 946 män. Barn under 15 år utgör 12,0 %, vuxna 15-64 år 76 %, och äldre över 65 år 11,0 %.
Runt Jiazhuyuan är det tätbefolkat, med 442 invånare per kvadratkilometer. Närmaste större samhälle är Maojiagang, 7,1 km nordväst om Jiazhuyuan. Trakten runt Jiazhuyuan består till största delen av jordbruksmark.
Genomsnittlig årsnederbörd är 1 563 millimeter. Den regnigaste månaden är maj, med i genomsnitt 235 mm nederbörd, och den torraste är december, med 28 mm nederbörd.